# Karin Balzer
Karin Balzer (dekliški priimek Richert), nemška atletinja, * 5. junij 1938, Magdeburg, Nemčija, † 17. december 2019.
Nastopila je na poletnih olimpijskih igrah v letih 1960, 1964, 1968 in 1972, leta 1964 naslov olimpijske prvakinje v teku na 80 m z ovirami, leta 1972 pa bronasto medaljo v teku na 100 z ovirami. Na evropskih prvenstvih je osvojila dva naslova prvakinje v teku na 100 m z ovirami ter zlato in srebrno medaljo v teku na 80 m z ovirami, srebrna je bila tudi v štafeti 4×100 m. 23. maja 1964 je izenačila svetovni rekord v teku na 80 m z ovirami s časom 10,5 s, šestkrat pa je izenačila ali postavila nov svetovni rekord v teku na 100 m z ovirami, zadnjič 31. julija 1971 s časom 12,6 s, veljal je eno leto.